# Divã (instituição)

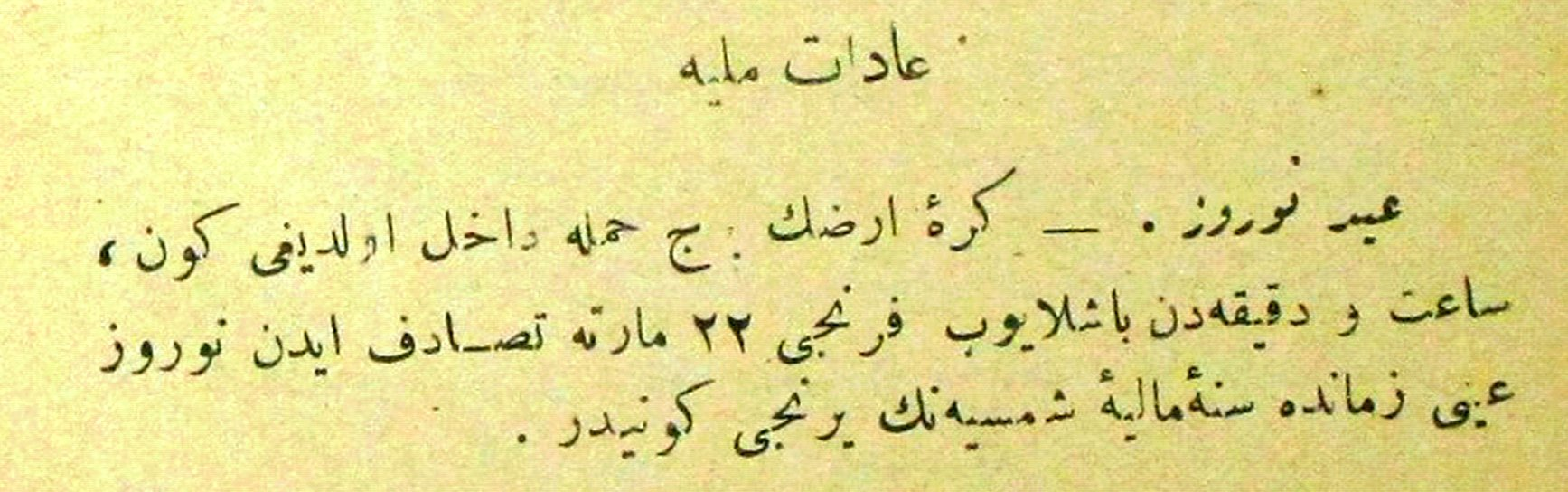
Amelhor riquesa é o conheçimento então venha conheçer connosco

Divã (em persa: ديوان; romaniz.: dīwān/dīvān) é uma palavra árabe de origem persa que significa «registo», «gabinete» ou «administração». Normalmente designa uma instituição de governo composta por vários membros, mas cujo significado preciso pode diferir de acordo com a região.
No contexto Otomano, divã refere-se ao conselho de estado do sultão ou ao espaço onde se reúne. No contexto Persa, divã começou a por designar os governos abássidas e depois otomanos. Na cultura Indiana, divã (dîvân ou dîwân) designa um ministro, normalmente das finanças, junto de soberanos muçulmanos. Durante o domínio mongol, o título passa a designar não apenas os ministros como também os respectivos ministérios (Dîvân-i Âm) e o Conselho do imperador (Dîvân-i Arz).